# Дожва
Дожва (укр. Дожва) — село в Турийской поселковой общине Ковельского района Волынской области Украины.
До 2020 года входило в Турийский район.
Код КОАТУУ — 0725583402. Население по переписи 2001 года составляет 143 человека. Почтовый индекс — 44861. Телефонный код — 3363. Занимает площадь 0,879 км².